# Kundl
Kundl is een gemeente in de Oostenrijkse deelstaat Tirol, en maakt deel uit van het district Kufstein.
Kundl telt 3967 inwoners (2012).

## Foto's

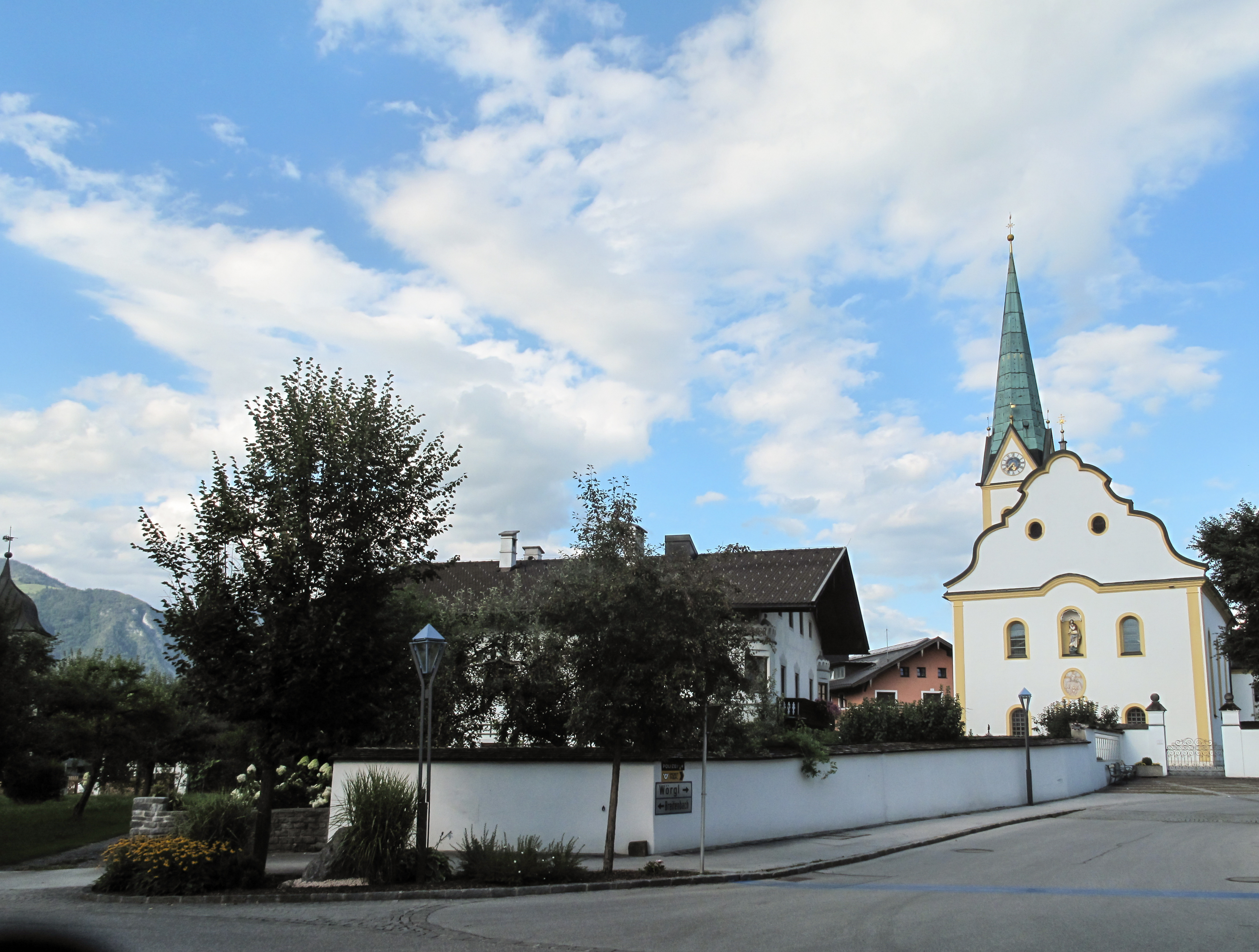
Kundl, rooms-katholieke parochiekerk Maria-Tenhemelopneming
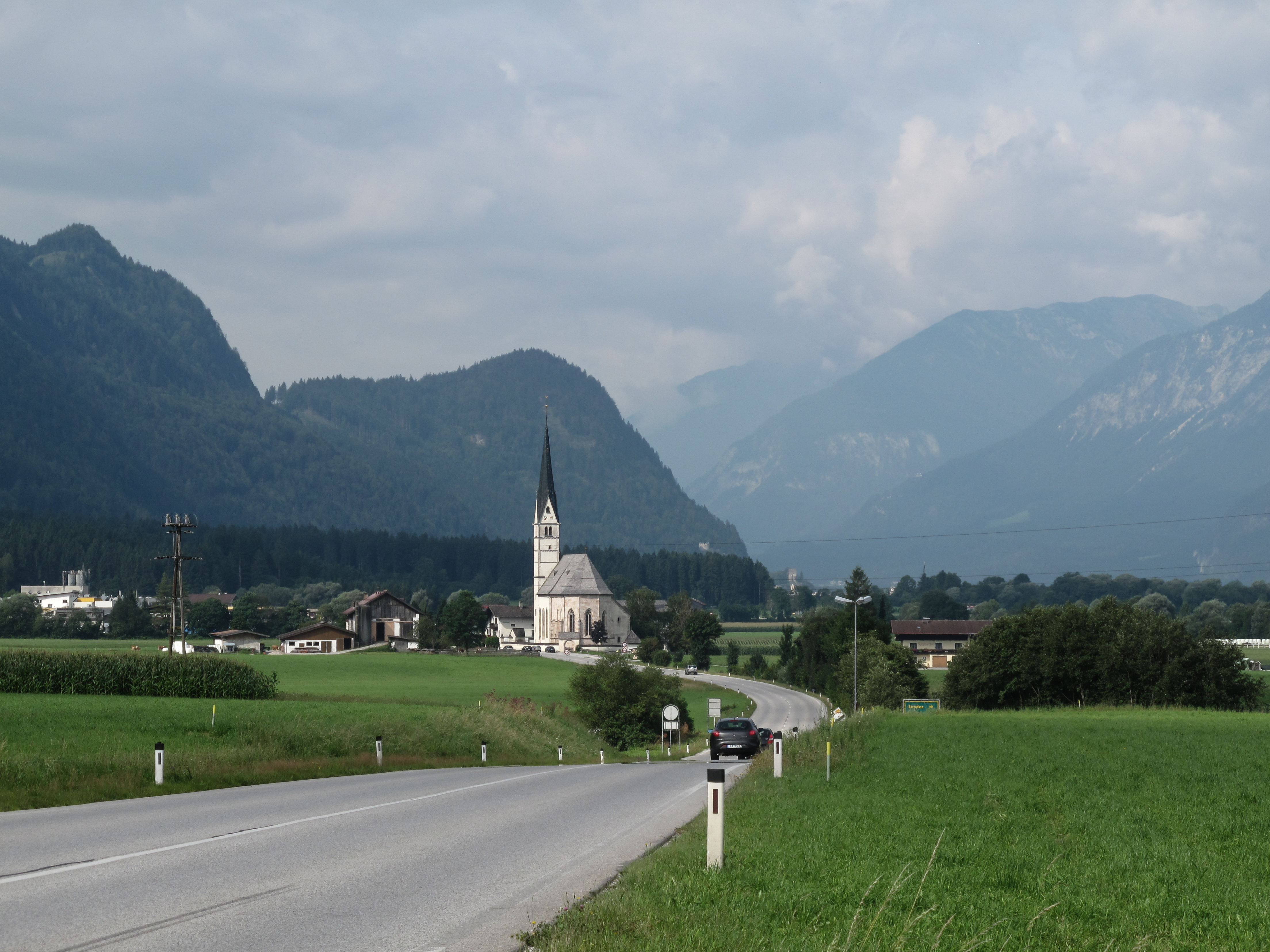
Kundl, rooms-katholieke Sint-Leonarduskerk in straatzicht
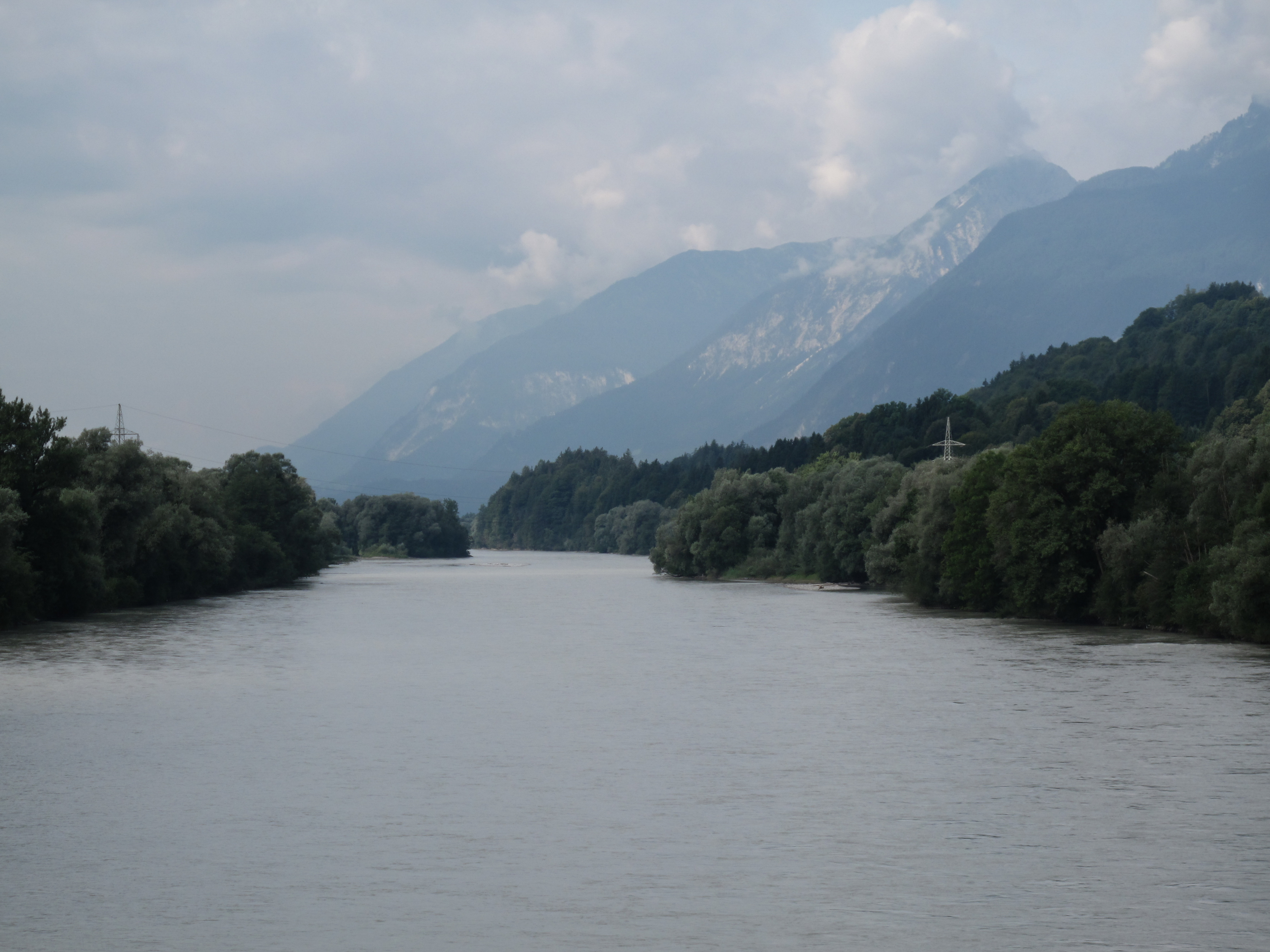
Kundl, de Inn vanaf de brug

Alpbach · Angath · Angerberg · Bad Häring · Brandenberg · Breitenbach am Inn · Brixlegg · Ebbs · Ellmau · Erl · Kirchbichl · Kramsach · Kufstein · Kundl · Langkampfen · Mariastein · Münster · Niederndorf · Niederndorferberg · Radfeld · Rattenberg · Reith im Alpbachtal · Rettenschöss · Scheffau am Wilden Kaiser · Schwoich · Söll · Thiersee · Walchsee · Wildschönau · Wörgl
- Gemeinsame Normdatei: 4104470-8
- Library of Congress Control Number: n99264023
- Nationale Bibliotheek van Israël: 987007465637405171
- Virtual International Authority File: 128028208
- WorldCat: E39PBJwtmWCrWBPgpRJycK9v73